# Alfred Capus

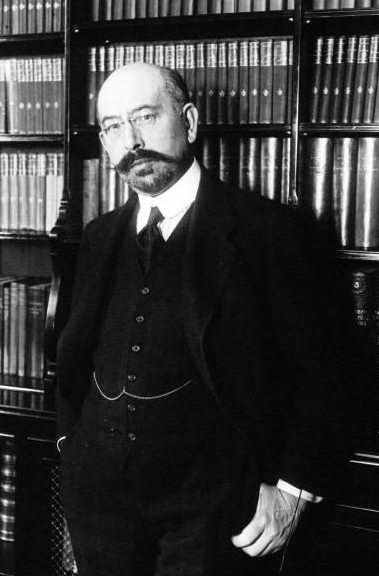
Alfred Capus (1911)

Alfred Capus (* 25. November 1858 in Aix-en-Provence; † 1. November 1922 in Neuilly-sur-Seine) war ein französischer Journalist, Romancier und Theaterschriftsteller. Als Mitarbeiter der Zeitung Le Figaro veröffentlichte er auch unter den Pseudonymen Canalis und Graindorge.

## Leben
Der Sohn eines Rechtsanwaltes wuchs bis zu seinem 14. Lebensjahr in Toulon, danach in Paris auf. Er studierte zunächst an einer Bergbauschule, erlangte dort aber kein Diplom. Nach einem Intermezzo als Industriezeichner beschloss er, sich als Journalist zu versuchen. Mit Unterstützung seiner Freunde Paul Hervieu und Marcel Prévost begann er 1882 bei der Zeitung Le Clairon, für die er als ersten Artikel einen Nachruf auf Charles Darwin schrieb. 1883 arbeitete er unter anderem mit Hervieu an Octave Mirbeaus kurzlebiger satirischer Zeitschrift Les Grimaces mit. 1884 begann Capus bei Gaulois und machte sich in den folgenden Jahren auch mit kurzen Dialogen, Alltagsszenen und politischen Satiren für L’Écho de Paris und L’Illustration einen Namen. 1894 wurde er Mitarbeiter des Figaro und 1914 Chefredakteur.
Capus war Präsident der Vereinigung der Sociétés des autuers dramatiques und Ritter der Ehrenlegion. Er wurde am 12. Februar 1914 in die Académie française aufgenommen.

## Literarisches Werk

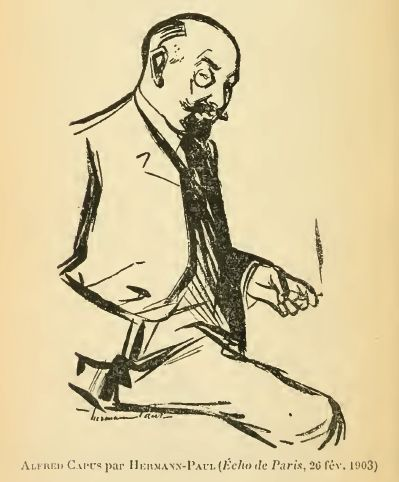
Alfred Capus, karikiert von Hermann Paul (1903)

Bereits 1878 hatte er gemeinsam mit L. Venoven einen Band mit Kurzgeschichten veröffentlicht, und 1879 war ein Einakter der beiden im Theater Cluny aufgeführt worden. 1890 bis 1895 veröffentlichte Capus drei Romane, die sich den Geschicken junger Männer am Beginn ihrer Karriere als Journalist, Dramatiker bzw. Ingenieur widmen. Nach dem großen Publikumserfolg seiner Romane verarbeitete Capus den Stoff des ersten Romans auch zu seiner ersten Komödie Brignol et sa fille (1894). Seinen größten Bühnenerfolg feierte er 1901 mit La Veine, das ihn endgültig als führenden französischen Komödienautor etablierte. Seine ernsthafteren Stücke, an denen er sich in späteren Jahren versuchte, waren dagegen weit weniger populär.

## Rezeption in Deutschland
Die Dramen Alfred Capus' wurden auch im deutschen Sprachraum gespielt. So wurden Das Glück (La Veine) 1901 und Die Schlossherrin 1903 am Deutschen Volkstheater, Der Bankdirektor (La Bourse ou la vie) 1903 am Theater in der Josephstadt aufgeführt. Das Glück und auch das Stück Der Spielpächter (Monsieur Piégois) waren dabei von Theodor Wolff übersetzt worden. Heinrich Mann, der sich zu Beginn des 20. Jahrhunderts an der französischen Literatur orientierte und an Capus dessen Frivolität und scharfsinnigen Analysen schätzte, übersetzte 1901 Capus' Roman Wer zuletzt lacht (Qui perd gagne).
Die Boulevardkomödie im Stile Capus’ fand bei der Kritik aber nur eingeschränkte Zustimmung. Hermann Bahr klagte 1903: „Nach dem théâtre rosse das théâtre rose – das ist die neue Formel. … [M]an dreht einfach das Theater der letzten zehn Jahre um und die Schule Antoine wird die Schule Capus. War man dort grausam und roh, so wird man jetzt duldsam und sanft. Dort hat man die écriture artiste gesucht, jetzt zieht man den leichten Ton des Causeurs vor. Damals war die Hauptsache que ça fasse peur au bourgeois, jetzt gilt es wieder, dem Bourgeois eine Stimmung zu bereiten, in welcher er angenehm verdaut. Le parti pris pessimiste war es damals, die ganze Welt von Schurken und Kretins bewohnt, ein Pessimismus, der zuletzt so banal wurde, daß ihn Lemaître une sagesse de commis voyaguer nennen konnte; jetzt ist es le parti pris optimiste, alle Menschen sind plötzlich nett und alles geht immer gut aus.“
Der Kritiker Alfred Kerr urteilte 1917: „Ermüdete Großstädter. Verträgliche Egoisten. Bankrott vor dem Lebenskampf. Das ist der Kern von Alfred Capus. … Capus ist ein entnervter Wahrheitsfreund, ein technisch ungeschickter Wahrheitsfreund; doch immerhin ein Wahrheitsfreund. Er hat, möchte man sprechen, den Willen zum Germanischen: ohne die Kraft einer unverbrauchten Rasse. Ein armer, lächelnder, gerupfter Spätling, der es ehrlich meint, - und dessen Blut zu dünn geworden ist.“ Kerrs Urteil mag auch im Kontext des Ersten Weltkriegs gelesen werden, in welchem sich Capus als Chefredakteur des Le Figaro mit patriotischen Artikeln hervortat. Heinrich Mann kritisierte Capus' neuen Patriotismus schon im April 1914 in seinem Essay Der Bauer in der Touraine: „Und natürlich steht die Gewalttätigkeit seines Glaubens im richtigen Verhältnis zu der Tiefe seines früheren Unglaubens; und natürlich ist er ein so großer Patriot, weil er lange ein so großer Boulevardier war.“
Robert Wiene verfilmte 1928 Capus' Stück Les Maris de Leontine unter dem Titel Leontines Ehemänner.

## Werke

Autograph Alfred Capus' (Manuskriptseite)

### Stücke
- Innocent (1896) mit Alphonse Allais
- Petites folles (1897)
- Rosine (1897)
- Mariage bourgeois (1898)
- Les Maris de Leontine (1900)
- La Bourse ou la vie (1900)
- La Veine (1901)
- La Petite Fonctionnaire (1901)
- Les Deux Ecoles (1902)
- La Châtelaine (1902)
- L'Adversaire (1903) mit Emmanuel Arène
- Notre Jeunesse (1904)
- Monsieur Piegois (1905)
- L'Attentat (1906) mit Lucien Descaves

### Romane
- Qui perd gagne (1890)
- Faux départ (1891)
- Années d'aventures (1895)
- Robinson (1910)

### Übersetzungen ins Deutsche
- Wer zuletzt lacht...Roman. Einzig berechtigte Übersetzung aus dem Französischen von Heinrich Mann. München 1901.
- Brignol und seine Tochter. Komödie in 3 Aufzügen Ins Deutsche übertr. von Franz Maria La Violette. Berlin [u. a.] 1902.
- Die Schlossherrin. Schauspiel in 4 Akten. Deutsch von Theodor Wolff. Berlin 1903.
- Der Gegner. Schauspiel in 4 Akten. Deutsch von Theodor Wolff. Berlin 1904.
- Der Spielpächter. Komödie in 3 Akten. Deutsch von Theodor Wolff. Berlin 1906.